# فيكتوريا دي أنجيليس
فيكتوريا دي أنجيليس (بالإيطالية: Victoria De Angelis) هي عازفة وكاتبة أغاني إيطالية عضوة في فرقة مانسكين ولدت في 28 أبريل 2000، تعرف نفسها بانها ذات ازدواجية التوجه الجنسي.

## روابط خارجية
فيكتوريا دي أنجيليس على موقع IMDb (الإنجليزية)
- فيكتوريا دي أنجيليس على موقع روتن توميتوز (الإنجليزية)
- فيكتوريا دي أنجيليس على موقع ميوزك برينز (الإنجليزية)
- فيكتوريا دي أنجيليس على موقع أول ميوزيك (الإنجليزية)
- فيكتوريا دي أنجيليس على موقع ديسكوغز (الإنجليزية)
- فيكتوريا دي أنجيليس على موقع قاعدة بيانات الفيلم (الإنجليزية)